# Aminosäuredatierung
Die Aminosäuredatierung (auch Aminosäureracemisierung, Aminosäuremethode, Aminosäureuhr, Eiweißuhr oder Racematmethode genannt) ist eine chemische Datierungsmethode für geologisch relativ junges fossiles Knochenmaterial. Sie beruht darauf, dass sich nach Ableben eines Organismus das Mengenverhältnis zwischen der L- und der D-Form enantiomerer Aminosäuren verschiebt: der im lebenden Organismus vorhandene deutliche Überschuss der L-Form wird nach dem Tod langsam abgebaut (Racemisierung).
Durch Kenntnis der Geschwindigkeit dieses Prozesses kann aus dem in einer Probe fossilen Materials gemessenen Verhältnis von L- zu D-Aminosäuren auf das Alter der Probe geschlossen werden. Da die Racemisierung stark temperaturabhängig ist, ist eine verlässliche Datierung nur möglich, wenn das Fossil stabilen Temperaturen ausgesetzt war. Weil zudem nach einer gewissen Zeit der gesamte Überschuss an L-Formen abgebaut ist, liegt die Obergrenze des bestimmbaren Alters bei etwa 100.000 Jahren, in kalten Regionen bei etwas über 1 Million Jahren.